# Fryderyk Choms
Fryderyk Choms (ur. 8 lipca 1889, zm. 1951) – major piechoty Wojska Polskiego.

## Życiorys
3 maja 1922 roku zweryfikowany w stopniu w stopniu kapitana ze starszeństwem z dniem 1 czerwca 1919 roku i 287. lokatą w korpusie oficerów piechoty. Pełnił służbę w 27 pułku piechoty w Częstochowie na stanowisku komendanta Kadry batalionu zapasowego. 3 maja 1926 roku został mianowany majorem ze starszeństwem z dniem 1 lipca 1925 roku i 18. lokatą w korpusie oficerów piechoty. W 1928 roku pełnił służbę w Powiatowej Komendzie Uzupełnień Wieluń. W marcu 1929 roku został przeniesiony do Powiatowej Komendy Uzupełnień Drohobycz na stanowisko komendanta. Z dniem 31 sierpnia 1935 roku został przeniesiony w stan spoczynku.
Żonaty z Władysławą Laryssą, z którą miał syna Wiesława (1913–1941), porucznika pilota 161 eskadry myśliwskiej i 306 dywizjonu myśliwskiego.

## Ordery i odznaczenia
- Krzyż Walecznych (1921)[3]